# Hydrovatus stridulus
Hydrovatus stridulus är en skalbaggsart som beskrevs av Olof Biström 1997. Hydrovatus stridulus ingår i släktet Hydrovatus och familjen dykare. Inga underarter finns listade i Catalogue of Life.